# Rhein-Main-Bahn
La ligne Mayence - Aschaffenbourg, également appelée Rhein-Main-Bahn, est une ligne de chemin de fer située en Allemagne reliant Mayence à Aschaffenbourg via Darmstadt.

## Les gares
- Gare centrale de Mayence
- Gare centrale de Darmstadt